# Dávao de Oro
Dávao de Oro (filipino: Ginintuang Dabaw; cebuano: Bulawang Dabaw) es una provincia de Filipinas, situada en la región de Dávao en la isla de Mindanao.
La provincia, anteriormente conocida como el Valle de Compostela, formaba parte de la provincia de Dávao del Norte hasta su segregación en 1988. Su capital es Nabunturan y limita con Dávao del Norte al oeste, Agusan del Sur al norte, Dávao Oriental al este y el golfo de Dávao al sudoeste.

## Población y cultura
La mayoría de los habitantes son emigrantes desde Cebú y otras provincias bisayas. Las minorías culturales de la provincia incluyen los mansakas, mandayas, dibabawones, manguanganos y grupos de aetas tales como los talaingodos, langilanos y matigsalugos.

## Economía
La agricultura es la principal fuente de recursos de esta provincia, destacando el cultivo de arroz, cocos y bananas. Algunos habitantes crían peces como la tilapia y el sabalote (chanos chanos) en sus propios estanques. 

## División administrativa
Administrativamente la provincia de Dávao de Oro se divide en 11 municipios y  237 barangayes.
Consta de 2 distritos para las elecciones al Congreso.
| Ciudad/Municipio                     | N.º de Barangays | Población (2010) | Área (km²) | Código    |
| ------------------------------------ | ---------------- | ---------------- | ---------- | --------- |
| Compostela                           | 16               | 81.934           | 287.00     | 112501000 |
| San Vicente                          | 40               | 70.856           | 768.00     | 112502000 |
| Doña Alicia (Mabini)                 | 11               | 36.807           | 400.00     | 112503000 |
| Maco                                 | 37               | 72.325           | 342.23     | 112504000 |
| San Mariano de Maragusán (Maragusán) | 24               | 55.503           | 394.27     | 112505000 |
| Maguab (Mawab)                       | 11               | 35.698           | 136.10     | 112506000 |
| Moncayo (Monkayo)                    | 21               | 94.827           | 609.61     | 112507000 |
| Montevista                           | 20               | 39.602           | 225.00     | 112508000 |
| Nabunturán                           | 28               | 73.196           | 231.30     | 112509000 |
| Nuevo Bataán                         | 28               | 47.470           | 553.15     | 112510000 |
| Pantukan                             | 28               | 79.097           | 553.11     | 112511000 |

## Atracciones turísticas
- Las Cataratas del Maragusan
- Las Cataratas del Tagbibinta y el Aguacan
- New Bataan: Catarata Manurigao
- Nabunturan: Agua Termal Mainit
- Judillas Inland Resort (cold spring)